# Самототожність автора
Самотото́жність (самтото́жність) письме́нника – теоретико-методологічне поняття, підпорядковане ідентичному прочитанню й тлумаченню літературно-художньої творчості й твору в єдності з їх автором. Йдеться про пізнання неповторно-індивідуального закону творчості письменника, де принципи, вироблені чи осягнені, „вгадані” талантом через відповідний соціальний та естетичний досвід протягом свого літературного шляху, реалізовані з більшою чи меншою повнотою в цілому творчому доробкові Концептуальна спрямованість поняття „Самототожність письменника” – обстоювання таланту як вищої гуманітарної цінності з його правом на власну іманентну самореалізацію, „законотворчість”, захист і розуміння національної її специфіки. Самототожність письменника можна ще назвати аналізом творчості, синтезованим творчою індивідуальністю. Розкривається вона у певних, притаманних тільки цьому письменникові домінантах – у „генеральній” ідеї чи ідеях творчості; в етичному її базисі, включаючи сюди й авторську моральність; у відповідному матеріалі, передусім у текстах творів; у стилі (естетична природа). Поняття „Самототожність письменника” розрізняє розуміння домінант самим письменником й інтерпретацію їх у критиці та літературознавстві. 